# 夏色剣術小町
『夏色剣術小町』（なついろけんじゅつこまち）は、2000年3月16日にNECインターチャネルより発売された、PlayStation専用の育成シミュレーションゲームである。初回限定版にはショートストーリーやクイズを収録したスペシャルディスクが付属する。
2004年1月29日には「ベスト版」として廉価版が発売された。
なお、よく似た名前のゲーム『夏色小町』が存在するが、特に関係はない。

## あらすじ
インターハイを間近に控えた8月初旬、今年も日本各地から集まった5つの剣道強豪高校が合同合宿を行う時期が来た。1週間の合宿の最終日には、インターハイの前哨戦とも言うべき「五校戦」が行われる。過去2年準優勝に甘んじてきた桂木館高校の主将を務める伊達将明は、ライバルとの切磋琢磨や少女たちとの交流を通じて「本当の強さ」を見出そうとする。

## ゲームの流れ
本作品の内容は、剣道部員としての実力を高める「育成シミュレーション・パート」と、登場人物との会話が中心となる「恋愛アドベンチャー・パート」の2つからなる。ゲームの目的は、シミュレーション・パートの成果としての五校戦での優勝と、アドベンチャー・パートの成果としてのヒロインとの恋愛の成就である。
アドベンチャー・パート
合宿の期間は7日間。初日は挨拶、最終日は五校戦で費やされるので、練習に使えるのは都合5日間となる。
まず、前日の夕方に各校の代表が話し合う「主将会」が開かれ、翌日のスケジュールを決定する。早朝・午前・午後1・午後2・夕方・夜の6つの時間帯ごとに、練習場所を割り振る。主人公の桂木館高校は幹事校なので順番は最後であり、他校の状況を見て決めることができ、同じ時間帯に同じ場所を選択した学校とは合同練習や練習試合を行える。
練習当日はマップが表示され、移動先を選択して決める。主人公は必ずしも自校の練習場所に行く必要はなく、他校を偵察に行ったり街をぶらつくこともできる。3回移動を行うか、移動先でイベントが発生した場合はその時間帯は終了となる。
シミュレーション・パート
各キャラクターの実力は数値で表される。ステータスは心・技・体に加え、スピード・ジャンプ・スタミナ・技量・回避力があり、そのほかに疲労度も設定されている。
練習メニューは場所ごとに実行できる種類が決まっており、その中から鍛えたい能力を考えて4種類を選ぶ。全体練習のほかに、特定の部員を選んだ個人指導や、自分ひとりだけの稽古に専念することもできる。
試合では、まず100のポイントを攻守に振り分ける。ポイントの割合に応じて攻撃回数は最大4回まで増えるが、その分だけ守備は手薄になる。次に使用する技を選択する。小手・面・胴のような通常技のほかに、学校やキャラクターごとに設定された必殺技もある。すべて選択し終えたら、そのターンを実行する。相手の体力を0にできれば一本勝ち、4ターンを経過した場合は体力の多いほうが判定勝ちとなる。
五校戦は勝ち抜き形式であるので、出場選手や出場順の選択も重要になってくる。

## 登場人物

### 桂木館高校
東京の名門校。現在の剣道部は過去最強と言われているが、どうしても金龍学園に勝てずにいる。
伊達 将明（だて まさあき） ※ 名前は変更可能
声：なし
このゲームの主人公。桂木館高校主将。剣一筋に生きてきた朴念仁。必殺技は、飛び込んで胴を行い相手に落雷を放つ「雷将一撃」。
早瀬 菜摘（はやせ なつみ）
声：川澄綾子
17歳。血液型A型。身長156cm、体重42kg、3サイズはB82、W56、H84。
マネージャー。3年生。剣道の経験はあるが、病弱なため続けられなかった過去がある。優しく気配り上手。将明に想いを寄せている。
上杉 士朗（うえすぎ しろう）
声：結城比呂
16歳。血液型B型。身長175cm、体重64kg。
副将。2年生。将明のサポート役。菜摘にあこがれている。必殺技は、飛び込んで突きを行う「疾空一文字斬り」。
宗方 佳乃子（むなかた かのこ）
声：井上喜久子
20歳。血液型B型。身長165cm、体重55kg、3サイズはB88、W62、H86。
桂木館の卒業生で、現在は短大2年生。名目上のコーチとして合宿に加わる。見た目は美人だが、型破りでお祭り好きな性格。

### 金龍学園
愛知の強豪校。全寮制で、各地から優秀な学生を積極的に集めているスポーツ奨励校。全国大会では最多優勝回数を誇る。
神垣 葵（かみがき あおい）
声：桑島法子
17歳。血液型AB型。身長160cm、体重49kg、3サイズはB80、W54、H82。
女子部主将。剣術道場の跡取り娘。将明の幼なじみで、お互いに初恋の相手だった。一人称は「ボク」。必殺技は、龍のオーラで身を包みカウンター攻撃を行う「龍神のかまえ」。
宮本 陽正（みやもと ようせい）
声：緑川光
17歳。血液型A型。身長178cm、体重70kg。
主将。インターハイ2連覇を成し遂げた、現時点での最強の男子学生。剣を握っていないときは、さわやかな好青年にしか見えない。葵との関係は友達以上恋人未満といったところ。必殺技は、4連続攻撃を行う「昇龍乱舞」。

### 水天館高校
神奈川の古豪。過去に最強と名を馳せた伝統を持つも、最近は低迷していたが、さぎりの代で強さが復活しつつある。
千堂 さぎり（せんどう さぎり）
声：雪乃五月
17歳。血液型O型。身長170cm、体重58kg、3サイズはB90、W64、H89。
主将。去年のインターハイ女子部のチャンピオン。人に厳しく自分にも厳しい。菜摘の幼なじみで、よく相談に乗っている。しかし実は彼女も将明のことが好きなのだった。必殺技は、水柱を相手に放ってから飛び込み攻撃を行う「天の水柱」。
仁礼 吉保（にれ よしやす）
声：飛田展男
17歳。血液型B型。身長170cm、体重58kg。
副将。陰でさぎりに嫌がらせをしているらしい。必殺技は、霞を発生させてから小手を行う「夢幻霞小手」。

### 火村学園
熊本の強豪校。剣道王国の九州で最強と称される。自主性を重んじる校風で、練習メニューは生徒が自ら決める。越境入学や国際交流が盛ん。
エトワール＝ブランシェ
声：ならはしみき
17歳。血液型AB型。身長172cm、体重60kg、3サイズはB96、W64、H87。
フランスからの留学生。2年生。フェンシングの達人だが、剣道は初心者。日本文化に触れてははしゃぐ。人に抱きつく癖がある。必殺技は、フェンシングの技術で突きを行う「フランベルジュ」。
九嶋 秀二郎（くしま しゅうじろう）
声：子安武人
18歳。血液型AB型。身長179cm、体重78kg。
主将。「計算しつくされた剣道」を旨とするが、熱い一面もある。ブランシェのことは苦手。必殺技は、炎の鳥で身を包み飛び込み攻撃を行う「鳳凰飛翔剣」。

### 明土学院
兵庫の学校。関西最強を誇る。他校に比べれば歴史は浅いが、十数年前にインターハイ3連覇を達成した。想像を絶する猛練習で有名。
春日部 舞（かすがべ まい）
声：氷上恭子
16歳。血液型B型。身長152cm、体重42kg、3サイズはB78、W58、H80。
関西弁でしゃべる子。1年生。去年のインターハイで将明に敗れた兄の仇を討とうとして、なにかと絡んでくる。おっちょこちょいで慌て者。必殺技は、空中回転しながら攻撃を行う「ランディスラッシュ2」。
大武 征吾（おおたけ せいご）
声：石井康嗣
17歳。血液型A型。身長188cm、体重85kg。
副将。主将である舞の兄が山篭りをしているため、代わりに部を率いている。頭を剃り上げた筋肉ムキムキの暑苦しい男。必殺技は、ジャンプしてから面を行う「突撃!超・六甲おとし」。

### その他の人物
藤村 紫京（ふじむら しきょう）
声：生駒治美
16歳。血液型A型。身長164cm、体重45kg、3サイズはB78、W52、H79。
地元の神社で巫女を務める少女。高校2年生。驚異的な小太刀の使い手。人と関わるのが苦手なので、一人で型の練習をしている。寡黙で誰にも心を開かない。必殺技は、離れた間合いから飛び込み攻撃を行う「凪の小太刀」。
久保 希（くぼ のぞみ）
声：こおろぎさとみ
11歳。血液型O型。身長138cm、体重32kg、3サイズはB72、W56、H75。
合宿先の旅館「武蔵屋」の娘。小学5年生。毎年合宿で会っているので、部員達とは顔馴染み。陽正のことが大好きで、彼と葵を結びつけようとしている。雷が苦手。

## スタッフ
- プロデューサー : 北村嘉孝
- ディレクター : 海豚部長、玉井良平
- シナリオ : 西ノ宮勇希
- キャラクター原案 : 西又葵
- BGM : 山中紀昌
- オープニングテーマ : KI・RA・RI
  - 作詞 : 高野聖紀、作曲 : 山中紀昌 / 歌 : MIO

## 関連書籍
- 夏色剣術小町 公式ビジュアルガイド メディアワークス ISBN 9784840215398 ※絶版